# Canadian Airways Congo
Canadian Airways Congo, nota anche come Canair Congo, è una discussa compagnia aerea congolese. È stata fondata nel 2003 ed ha iniziato subito le attività. L'hub della compagnia aerea è l'aeroporto Maya-Maya di Brazzaville. La flotta ha incorporato macchine relativamente simili: Boeing 727, Boeing 737, Douglas DC 9 serie 80. È stato riferito anche un Antonov 24, biturbina sovietico presente in gran parte dell'Africa centro-settentrionale.
Nonostante abbia un record di sicurezza relativamente buono, la compagnia aerea rientra nell'elenco dei vettori aerei soggetti a divieto operativo nell'Unione europea.

## Flotta

### Flotta attuale
A dicembre 2022 la flotta di Canadian Airways Congo è così composta:

### Flotta storica
Canadian Airways Congo operava in precedenza con i seguenti aeromobili:
- Boeing 727-200[7]
- Boeing 737-500[8]

## Incidenti
- Il 25 gennaio 2008, un Boeing 727-247 che Canadian Airways Congo aveva preso in leasing da Teebah Airlines venne danneggiato dopo uno scontro con un Antonov An-12, che gli andò addosso mentre il Boeing era parcheggiato. Il 727 venne demolito dopo l'incidente, avvenuto all'aeroporto di Pointe Noire, Pointe Noire, Congo. Non c'erano occupanti all'interno del Boeing e nessuna vittima venne riportata sull'Antonov. Il Boeing 727 era dipinto nella livrea base della Iraqi Airways con le insegne della Canadian Airways Congo quando avvenne l'accaduto.[9]